# Mala Kumanija
Mala Kumanija (mađ. Kiskunság) je povijesna i zemljopisna pokrajina u jugoistočnoj Mađarskoj.
Površine je 2423 km²). Nalazi se u Bačko-kiškunskoj županiji (koja se i zove po njoj), između gradova Kaloče i Segedina.
Ime je dobila po Kumanima (mađ. Kunok), nomadskom plemenu.